# Музей Пера
Музей Пера (тур. Pera Müzesi) — художня галерея у Стамбульському районі Бейоглу (історична назва — Пера). Музей розташований поруч із вулицею Істикляль, біля площі Таксим. Особлива увага приділяється Орієнталізму XIX століття.
Музей було засновано 2005 року Suna and İnan Kıraç Foundation. Він розташований в історичній будівлі готелю Бристоль, збудованій 1893 року. Між 2003 та 2005 роками будинок був оновлений архітектором Сінаном Генім, який зберіг фасад, а внутрішній простір підлаштував для музейних потреб.
Окрім постійної колекції тут бувають тимчасові виставки.

## Колекції

### Колекція картин Орієнталізму
У музеї є роботи європейських та турецьких/османських художників, включаючи роботи Османа Хамді-бея та його найбільш відому картину «Дресирувальник черепах».

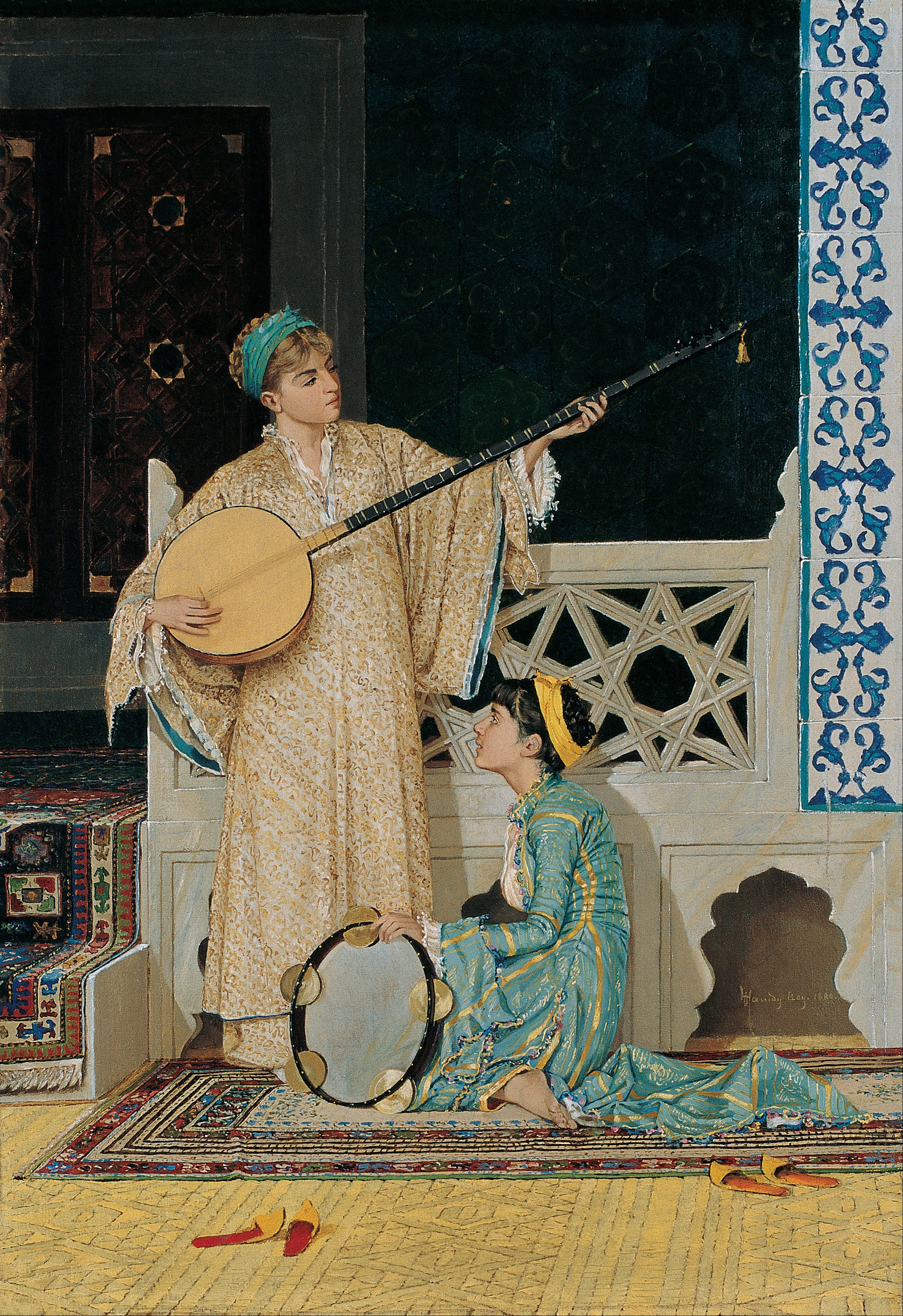
«Дві дівчини-музики». Осман Хамді-бей, 1880.
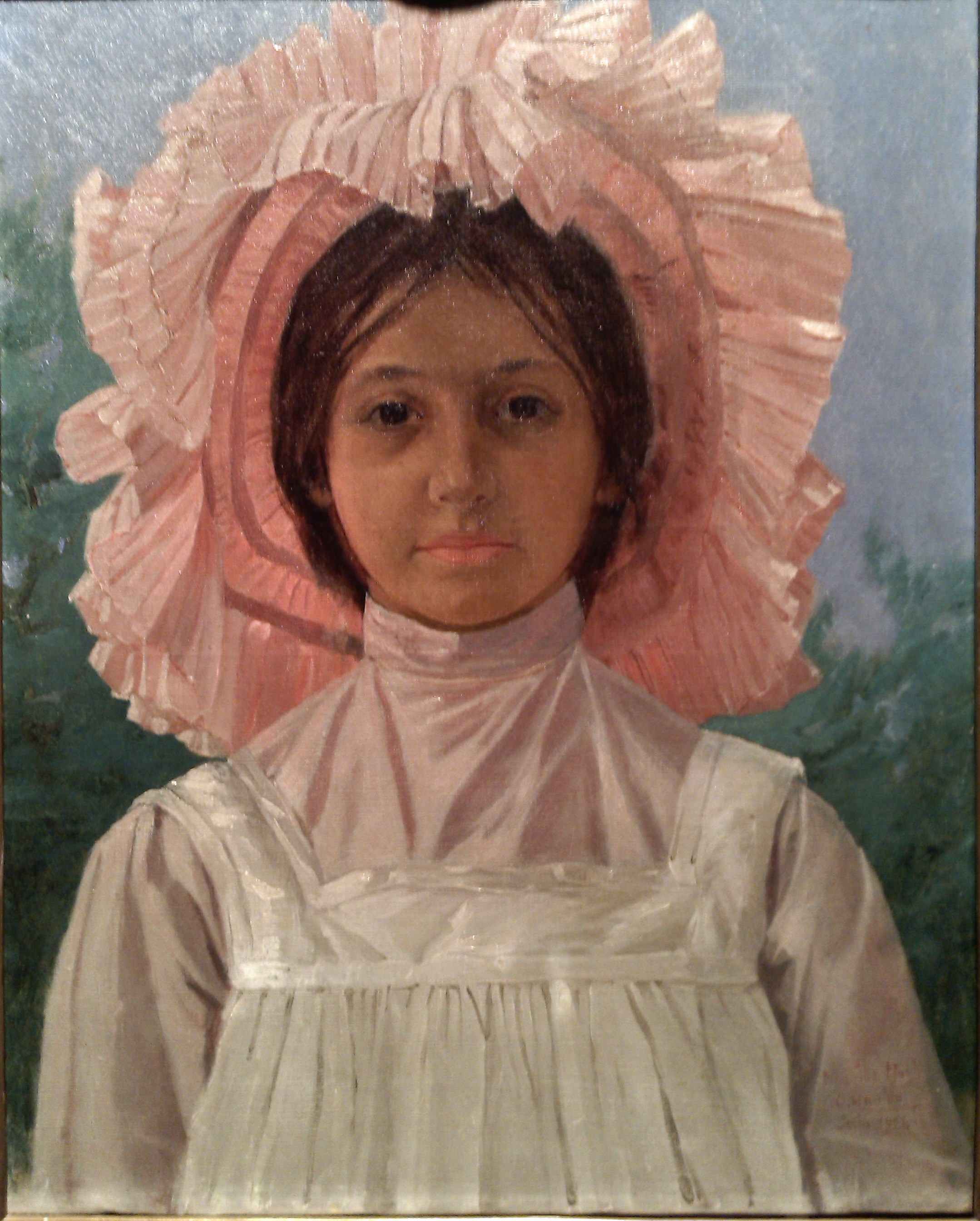
«Дівчина із рожевим чепчиком». Осман Хамді-бей, 1904.
«Дресирувальник черепах». Осман Хамді-бей, 1906.
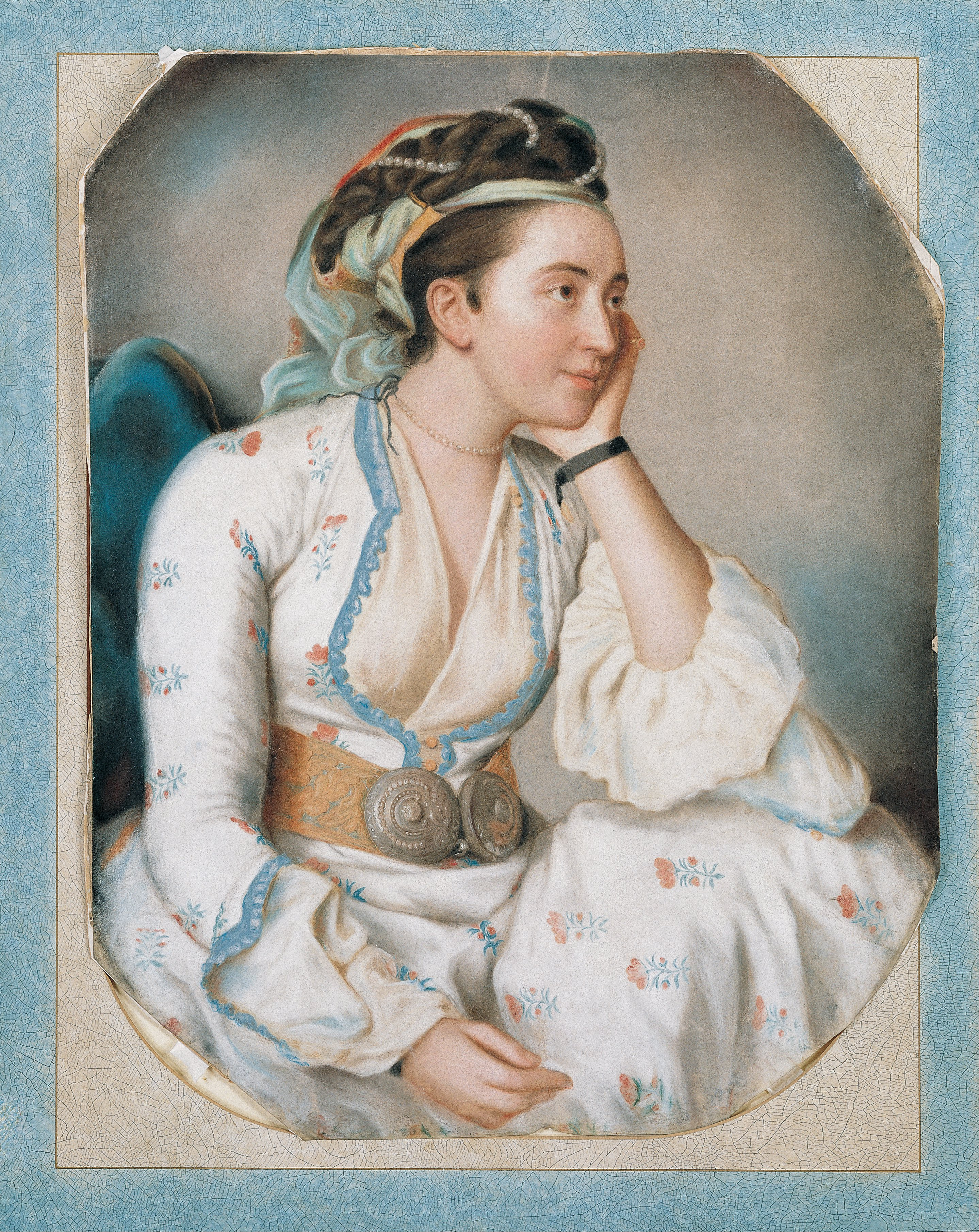
«Жінка у турецькій сукні». Жан Етьєн Ліотар, сер. 18 століття.
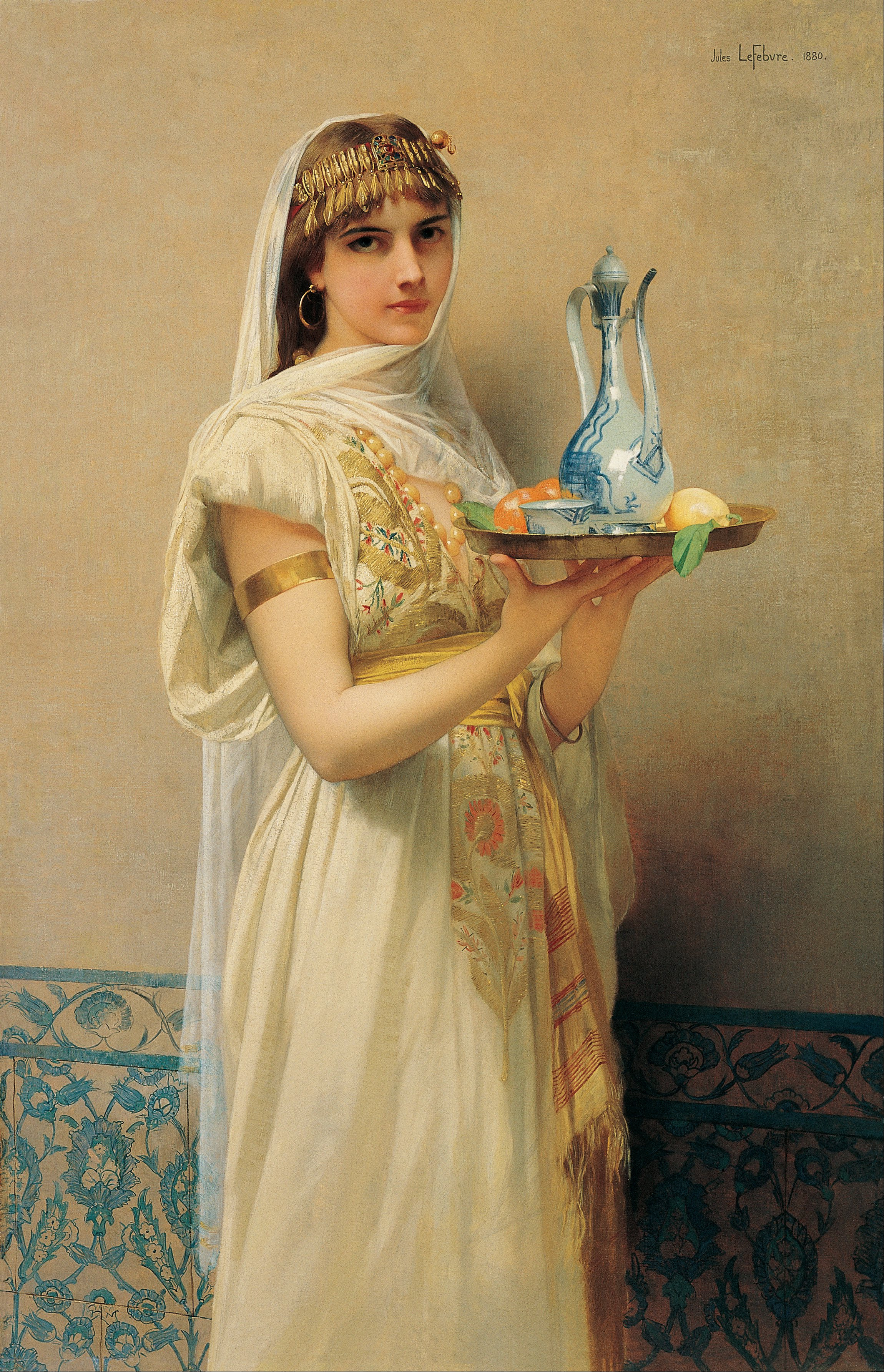
«Покоївка». Жюль Жозеф Лефевр, 1880.

### Колекція Анатолійських мір та ваг
До складу колекції входить понад десять тисяч предметів від давніх часів до сучасних.

### Кахлі та кераміка міста Кютаг'я
У колекції налічується понад 800 предметів різних періодів, особливо добре представлені XVIII—XX століття.

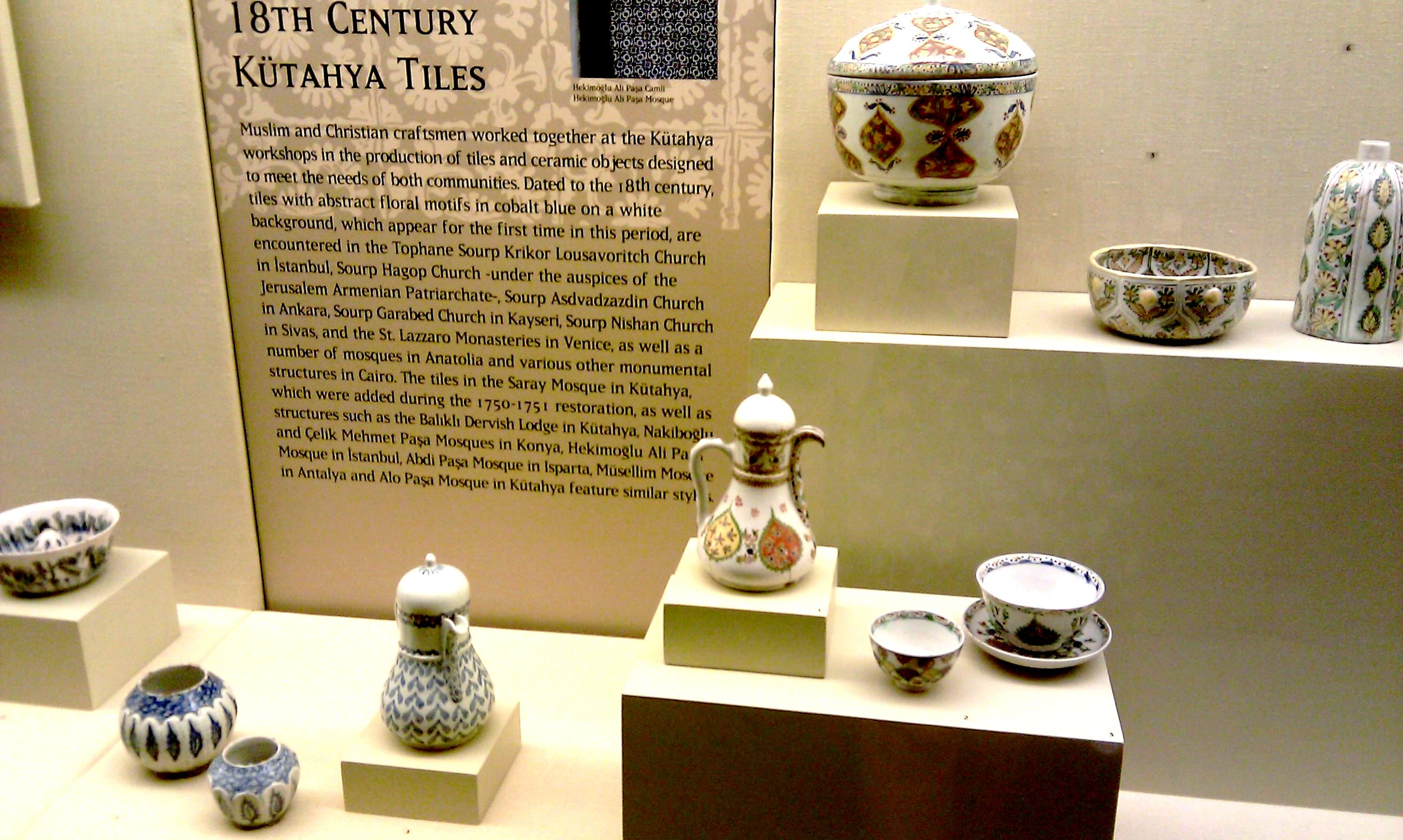
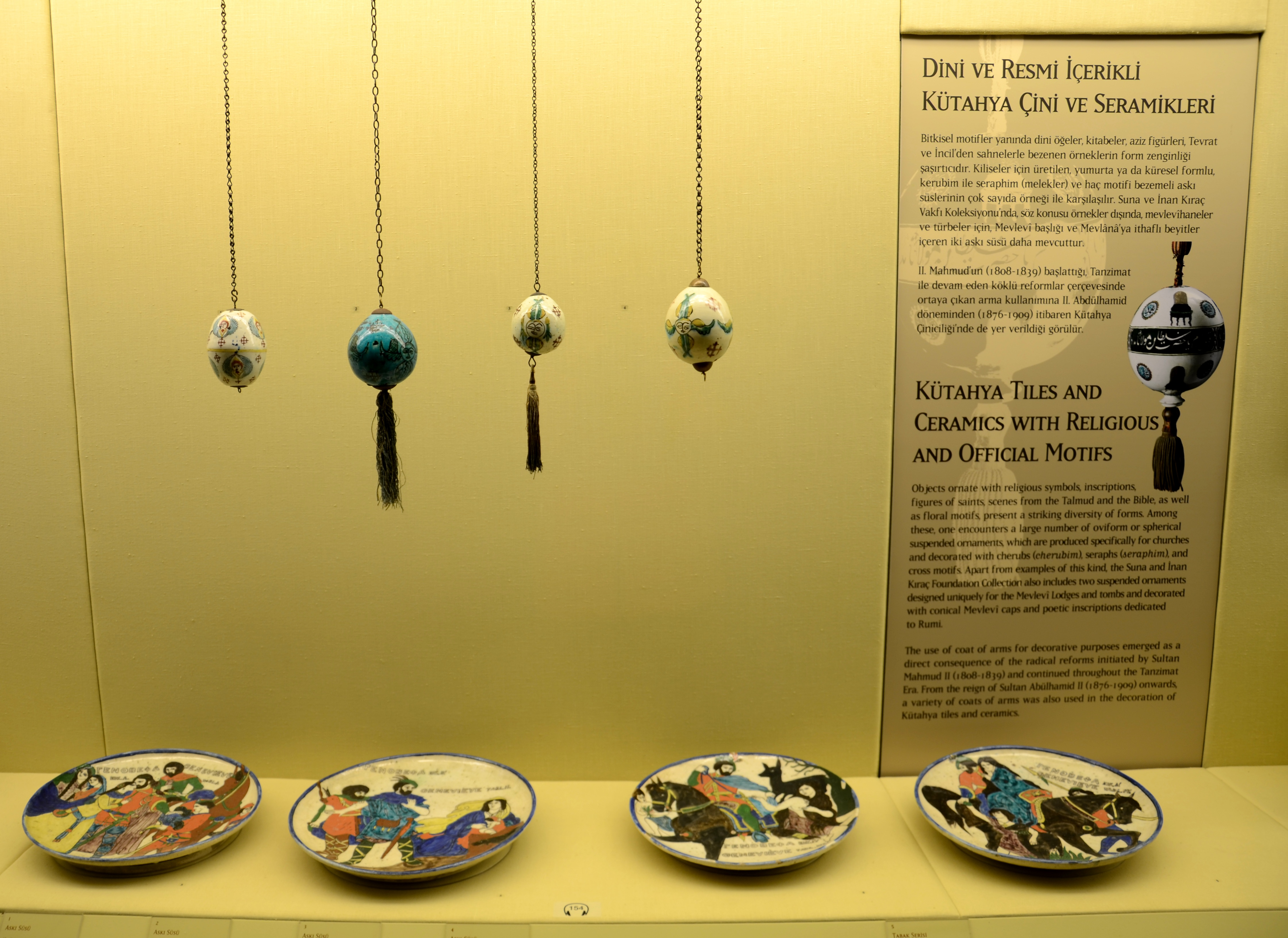
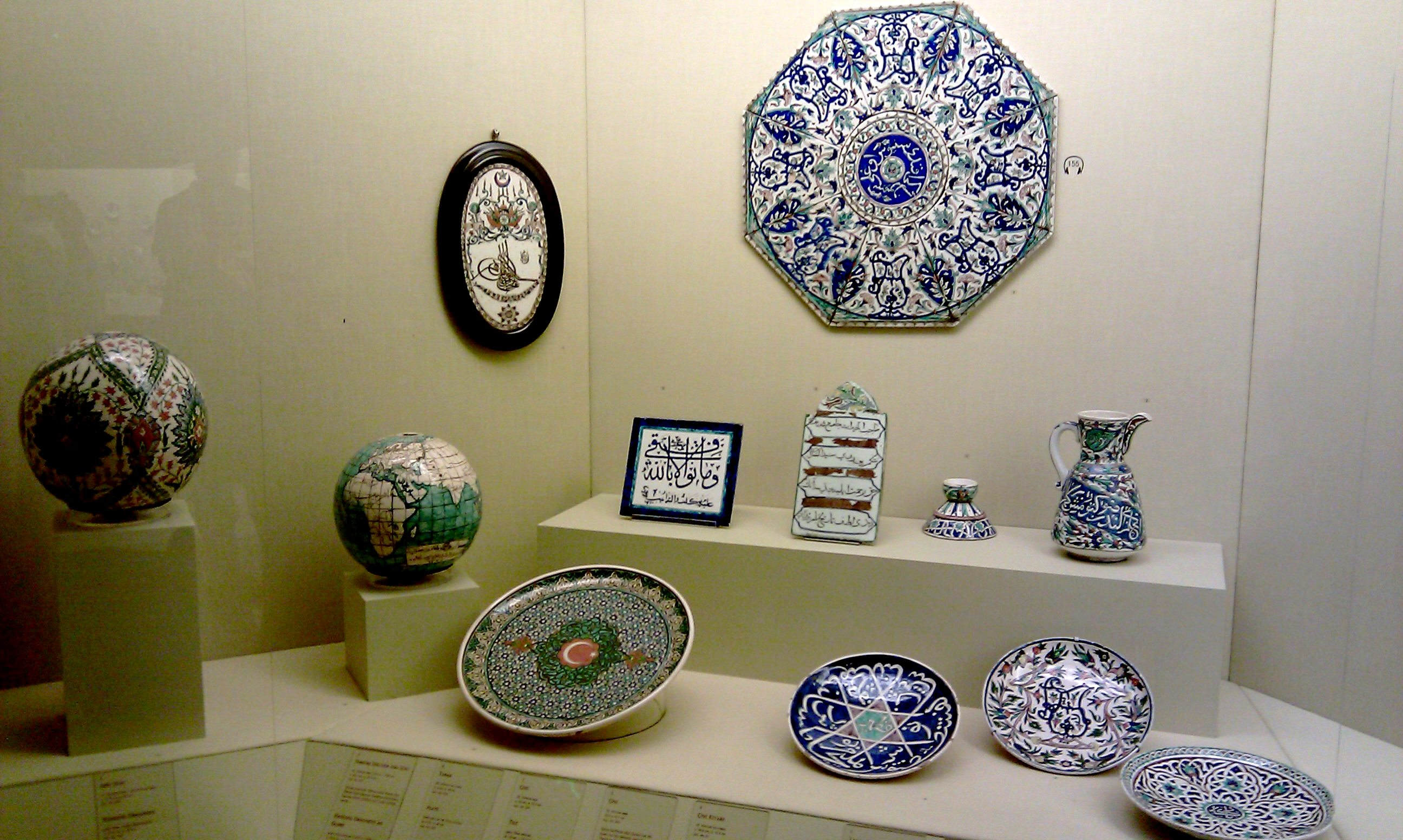
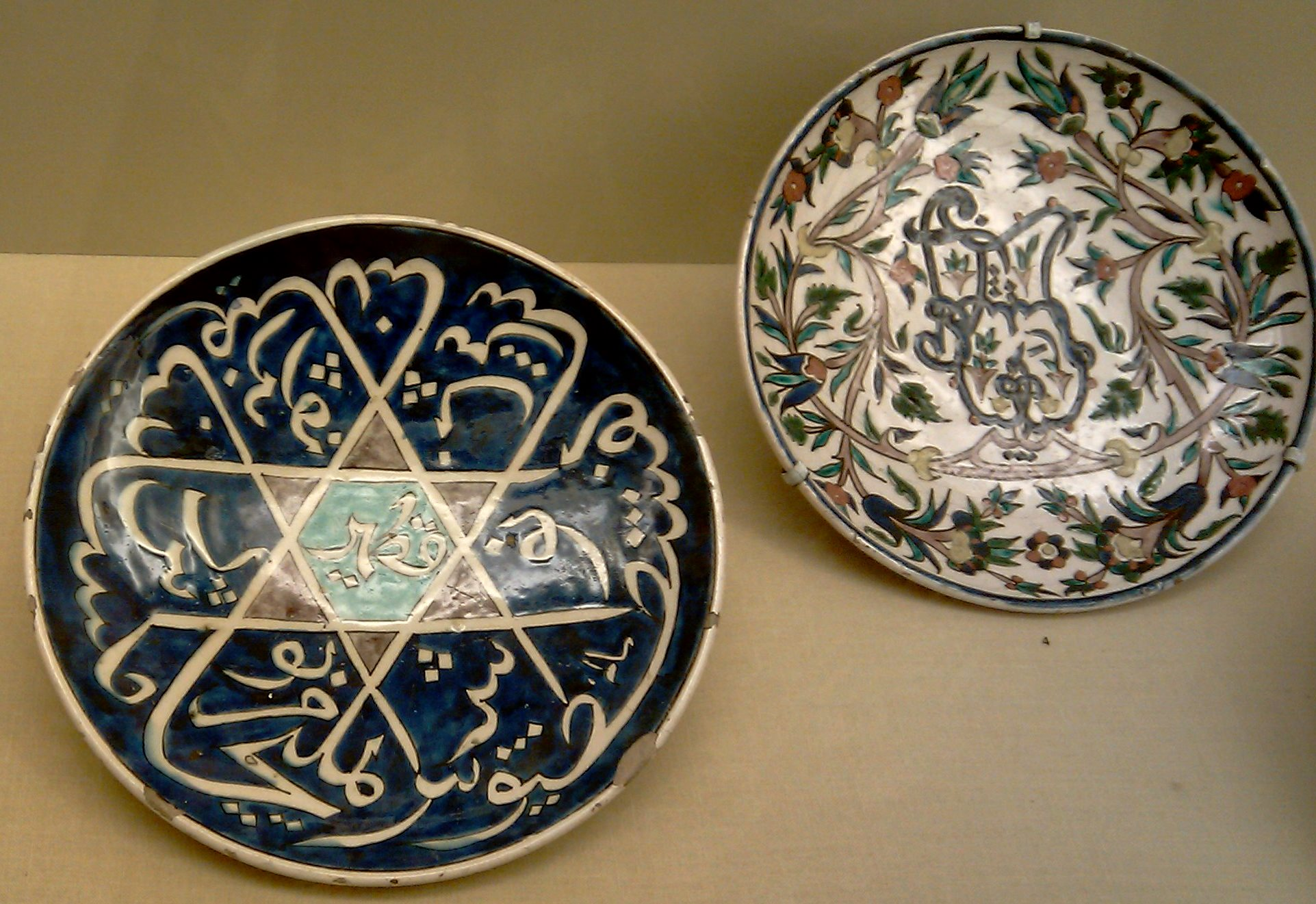
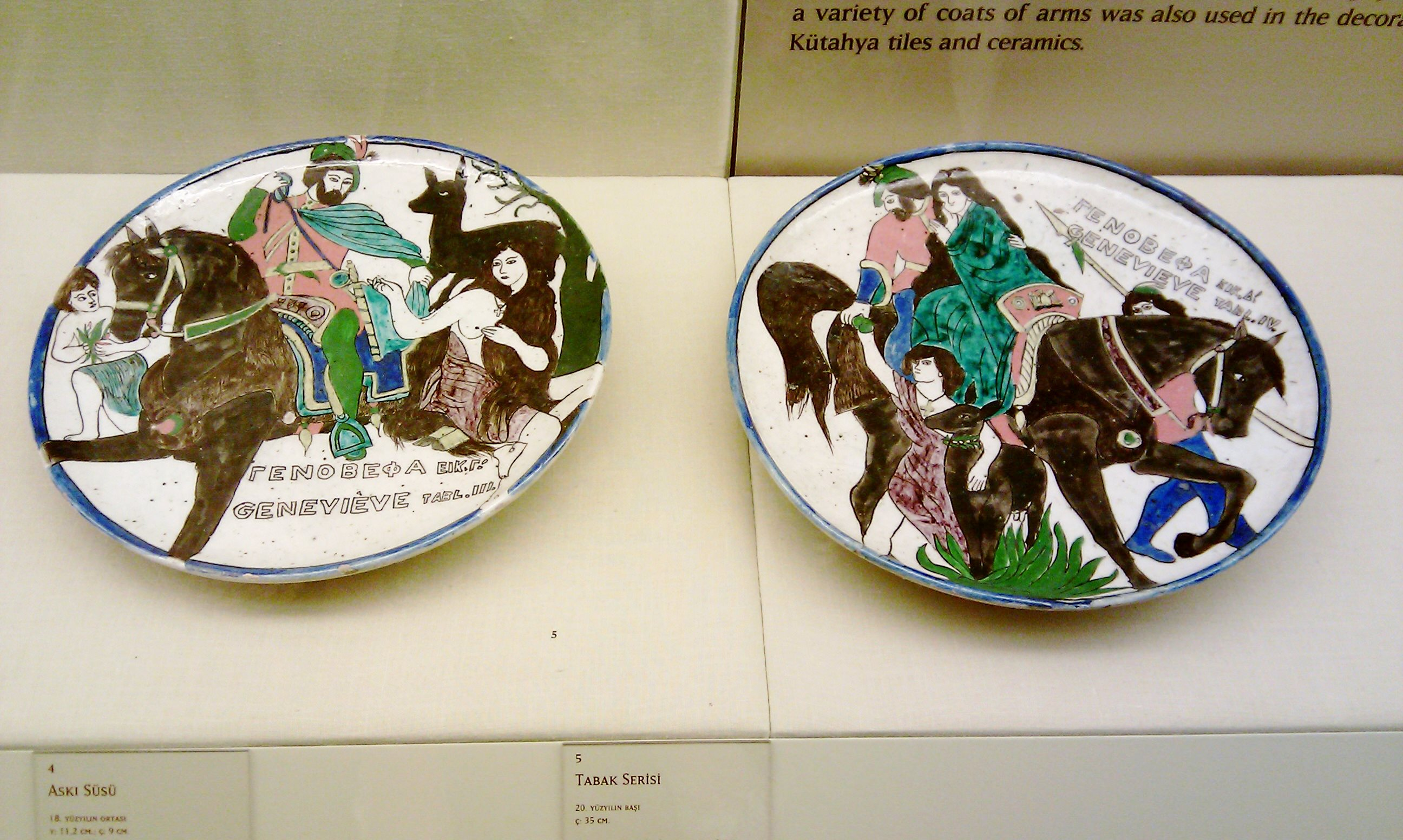